# Charles H. Gabriel
Charles Hutchinson Gabriel (Wilton, 18 agosto 1856 – Hollywood, 14 settembre 1932) è stato un compositore statunitense, noto per le sue composizioni di musica gospel.
L'autore stesso affermò di aver composto tra le settemila e le ottomila canzoni, molte delle quali sono state raccolte in innari del XXI secolo. Ha usato diversi pseudonimi, tra cui Charlotte G. Homer, H. A. Henry, and S. B. Jackson.

## Biografia
Charles Hutchinson Gabriel nacque a Wilton, nella Contea di Muscatine, nell'Iowa, crescendo in una fattoria. Il padre teneva lezioni di canto nella sua abitazione e il giovane Charles sviluppò un interesse per la musica. Pare che studiò l'armonium da autodidatta. Benché non ebbe mai alcuna vera formazione musicale, iniziò a viaggiare e tenere lezioni di canto sin dal diciassettesimo anno di età.
Durante la sua infanzia e adolescenza il suo talento musicale era largamente riconosciuto a Wilton. Il folclore popolare tramanda che il pastore della prima Chiesa Presbiteriana di Wilton incontrò Gabreil per le vie della città uno dei primi giorni della settimana. Chiese a Gabriel se conoscesse un bel canto da accompagnare al sermone domenicale. Il pastore espose a Gabriel il l'argomento del sermone e la domenica il giovane aveva composto musica e parole per il pastore. Il canto venne poi pubblicato da Gabriel con lo pseudonimo Charles H. Marsh.
Occasionalmente ricoprì tra il 1890 e il 1892 il ruolo di direttore musicale della Grace Methodist Episcopal Church di San Francisco, in California. Commissionatogli in questo periodo un canto per celebrare una missione, Gabriel scrisse Send the Light, che divenne la sua prima composizione commerciale.
Trasferitosi a Chicago, nell'Illinois, nel 1912 cominciò a lavorare per l'editore Homer Rodeheaver.
Gabriel si sposò due volte. Il primo matrimonio fu con Fannie Woodhouse, da cui divorziò, per poi sposare Amelia Moore. Con entrambe le mogli il compositore ebbe un figlio.
Morì a Hollywood, in California, il 14 settembre 1932.